# Martynas Norbutas
Martynas Norbutas (* 9. Februar 1981 in Jurbarkas) ist ein litauischer Politiker. Von Februar 2017 bis 2019 war er Vizeminister für Umwelt.

## Leben
Nach dem Abitur an der 18. Mittelschule in Panevėžys absolvierte Martynas Norbutas ein Bachelorstudium der Lituanistik an der VU in Kaunas und ein Masterstudium der Semiotik an der Universität Vilnius in Vilnius. Er arbeitete im PR-Bereich. Ab 2017 bis 2019 war Norbutas stellvertretender Umweltminister Litauens als  Stellvertreter von Kęstutis Navickas im Kabinett Skvernelis. Danach wurde er Assistent des litauischen Europaabgeordneten Bronis Ropė.